# Vadão
Vadão, született Oswaldo Fumeiro Alvarez (Monte Azul Paulista, 1956. augusztus 21. – São Paulo, 2020. május 25.) brazil labdarúgóedző.

## Pályafutása
1990-ben a Mogi Mirim csapatánál kezdte edzői pályafutását, ahol négy évig tevékenykedett és 1997–98-ban egy újabb alkalommal az együttes vezetőedzője volt. Legtöbbször a Guarani csapatának a szakmai munkáját irányította. Öt alkalommal volt az együttes vezetőedzője (1997, 1998, 2009–10, 2012, 2017). A Ponte Pretánál négyszer (2002–03, 2005, 2005–06, 2014), az Atlético Paranaensénél háromszor (1999–00, 2003, 2006), a São Caetano csapatánál kétszer (2008–09, 2011) tevékenykedett vezetőedzőként. 2000-ben a Corinthians, 2001–02-ben a São Paulo, 2004-ben a Bahia, 2005-ben a japán Tokyo Verdy vezetőedzőjeként dolgozott. Ezenkívül még további hat csapatnál tevékenykedett.
2014 és 2016 között, illetve 2017 és 2019 között a brazil női válogatott szövetségi kapitánya volt. 2014-ben és 2018-ban is Copa América-győztes lett a válogatott csapattal.

## Sikerei, díjai
Tokyo Verdy
- Japán szuperkupa
  - győztes: 2005

 Brazília, női
- Copa América Femenina
  - győztes: 2014, 2018